# Plunomia elegans
Plunomia elegans is een vliegensoort uit de familie van de Chamaemyiidae. De wetenschappelijke naam van de soort is voor het eerst geldig gepubliceerd in 1934 door Curran.